# Kriptologija
Kriptologija (grško kryptós - skrit in logos - vedenje) je veda o tajnosti, šifriranju, zakrivanju sporočil (kriptografija) in razkrivanju šifriranih podatkov (kriptoanaliza). Kriptologija je študij kriptografije in kriptoanalize.

## Vir
- Teorija kriptologije